# Religión en Tlalpan

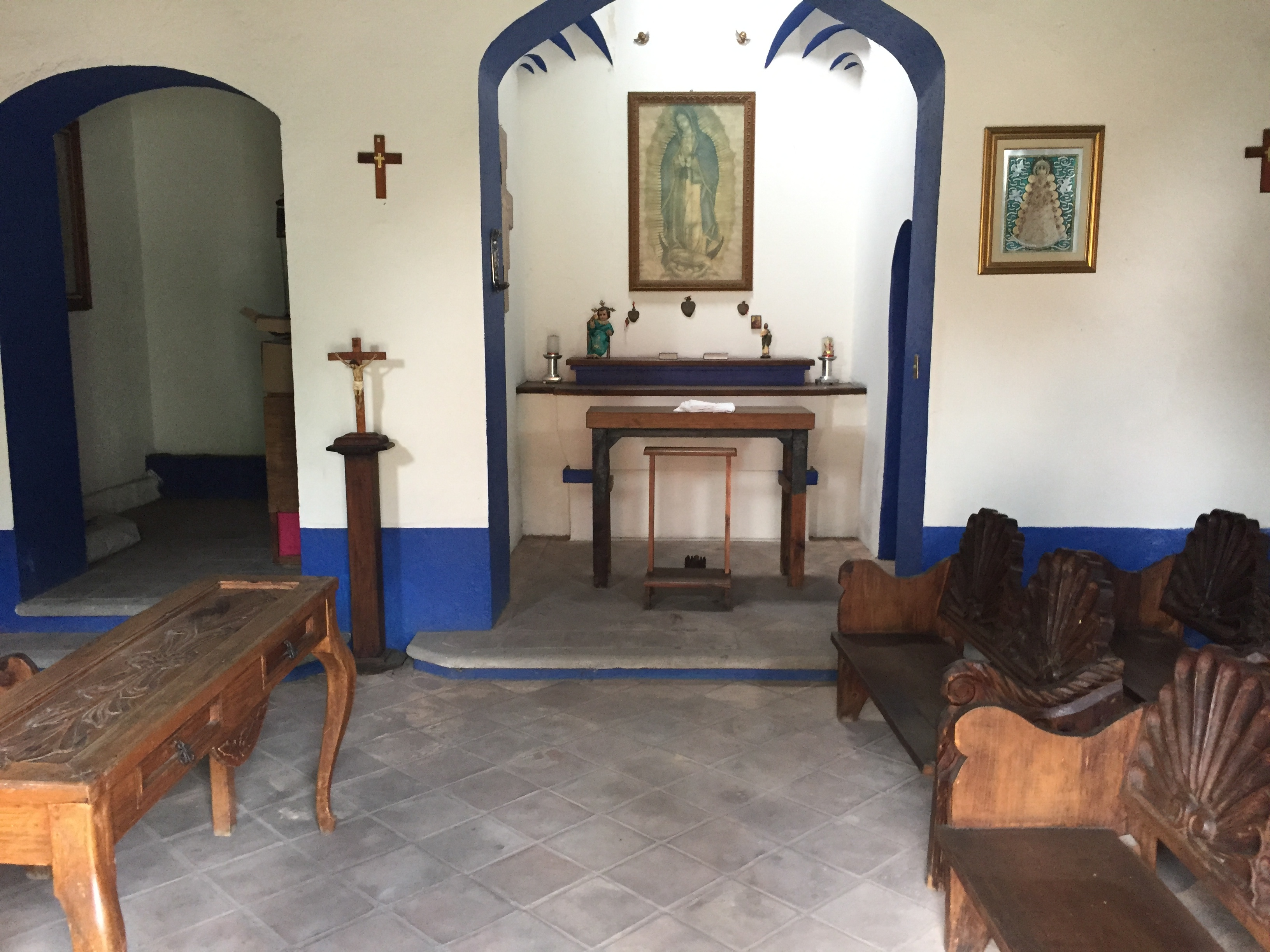
Altar principal del Oratorio de Amaxalco

La religiosidad en Tlalpan, Ciudad de México, ha creado una cultura particular que identifica, distingue y unifica a Tlalpan con el resto Distrito Federal, pero que también los une a otras tradiciones cercanas (los pueblos originarios de la misma ciudad y zonas con-urbadas) y los inserta en la modernidad al mismo tiempo que les ayuda a conservar sus tradiciones.
Tlalpan ha sido sede de varias culturas y creencias a lo largo de la historia, lo cual ha influenciado fuertemente la religiosidad actual de la zona. La especificidad histórico-político-geográfica de Tlalpan le provee de los elementos culturales para la conformación de una identidad particular de sus habitantes, especialmente quienes habitan las zonas rurales de la delegación sustentada en aspectos religiosos que van de la cosmovisión de raigambre prehispánica al sincretismo de raíces novohispanas y que terminan por redefinir al ser tlalpeño o tlalpense hasta el día de hoy.

## Antecedentes

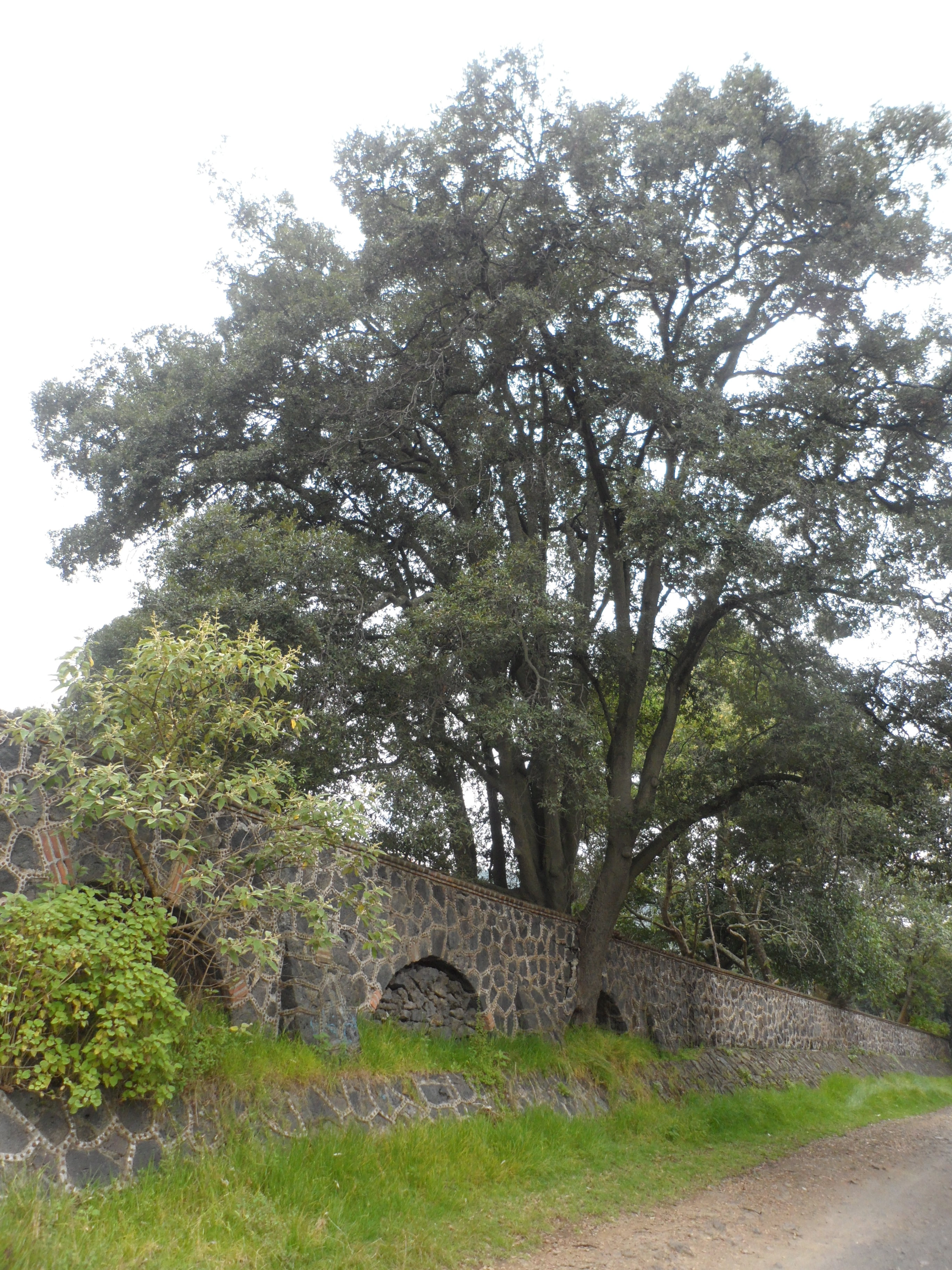
Barda en la periferia del Parque

La delegación Tlalpan tiene sus orígenes en un asentamiento otomí alrededor de las faldas del cerro del Ajusco alrededor del año 700 a. C.  La palabra Tlalpan significa "Lugar de tierra firme" por sus orígenes en la lengua náhuatl (Tlalli- tierra, Pan- sobre).
Los habitantes originarios alcanzaron un gran desarrollo económico-político sustentado en la agricultura al grado que la ciudad llegó a poseer una extensión de 400 hectáreas y algunas estimaciones calculan una población de aproximadamente 20 mil habitantes.
Tlalpan se vio marcada por dos acontecimientos determinantes: la erupción del volcán Xitle en el año 100 AC lo que obligó a sus habitantes a emigrar hacia el norte, y la llegada de las siete tribus nahuatlacas (en el siglo VII) lo que derivó en que Tlalpan se convirtiera en parte del señorío de Xochimilco y eventualmente del mexica.
En el siglo XVI inició el período colonial en la demarcación. En esta época se fundaron los pueblos, con base en la congregación de indios, y los barrios, habitados por españoles y mestizos.
Durante la primera mitad del siglo XIX Tlalpan cambió de jurisdicción entre el Distrito Federal y el Estado de México. En 1855 finalmente se anexó al Distrito Federal. En 1928, con la creación de la Ley Orgánica del Distrito Federal, Tlalpan se convirtió en delegación.
Tlalpan es la delegación con mayor extensión territorial del Distrito Federal con 309. 72 km cuadrados, mismos que corresponden al 20.66% del total del territorio de la ciudad. Esta delegación se divide en 74 colonias, 11 barrios y 8 pueblos. Según cifras del Panorama Sociodemográfico del Distrito Federal, derivado del Censo Nacional de Población y Vivienda 2010, publicados por el Instituto Nacional de Geografía (INEGI) en 2011, la delegación Tlalpan posee una población total de 650, 567 habitantes quienes representan el 7.4% de la población general del Distrito Federal; de estos, el 81.8% manifiestan profesar la religión católica mientras que el 6.3% profesan otras religiones. 
| Religión  | Población | Porcentaje |
| --------- | --------- | ---------- |
| Católicos | 532,164   | 81.8%      |
| Otro      | 40,986    | 6.3%       |

Por último, 10, 290 habitantes de cinco años o más declaran hablar alguna lengua indígena (además del español) y solo 51 que hablan únicamente alguna lengua indígena; de estas, las principales son el náhuatl con el 31.4% y el mixteco con el 1.2% de hablantes respectivamente.

## Efectos de la religión

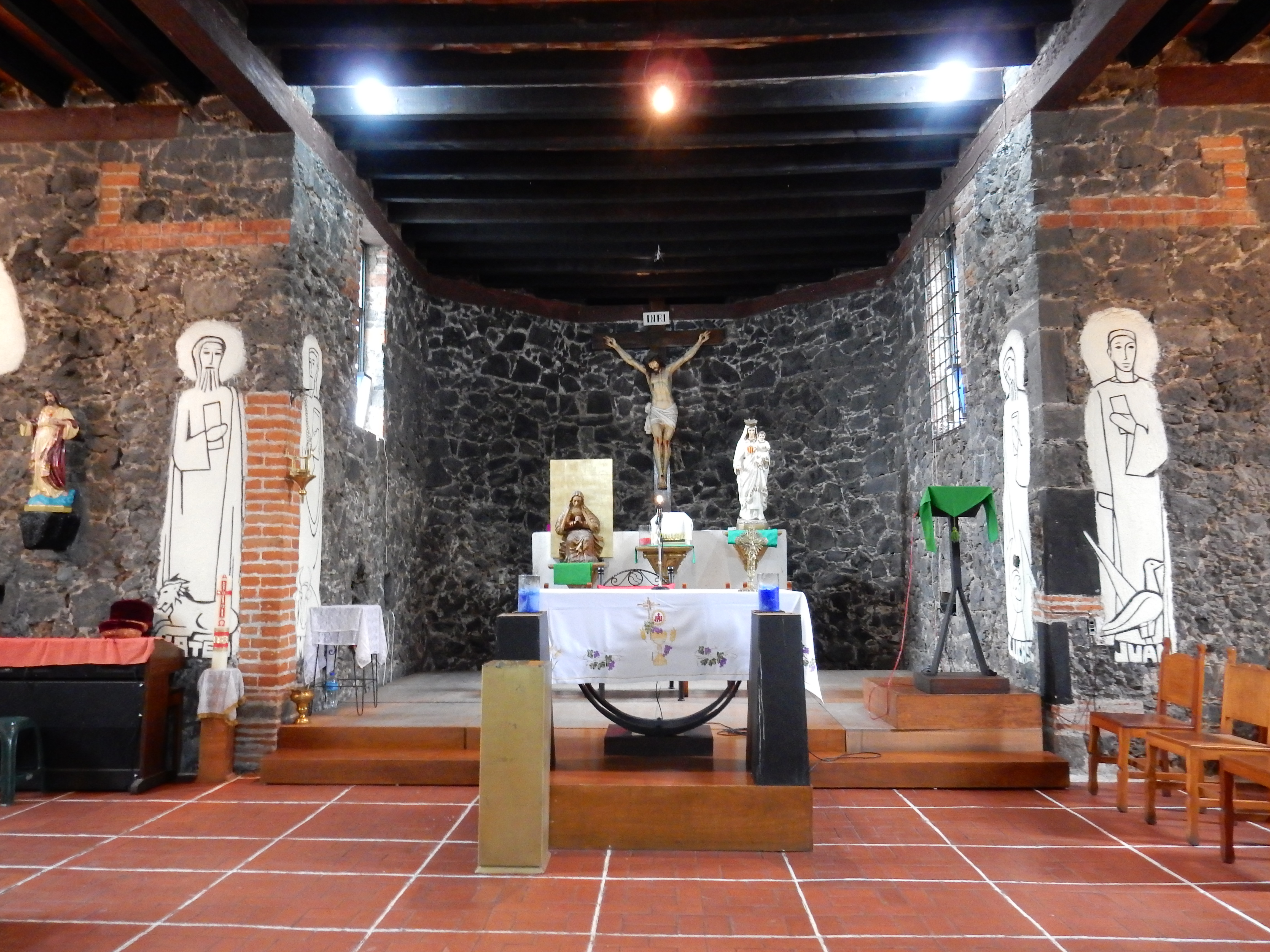
Altar de la Capilla del Calvario

La concepción mítica del universo y la vida, más su puesta en práctica a través de los rituales, que veía en los fenómenos naturales (lluvias, calor, granizadas), los sitios considerados sagrados: cuevas, montes y algunas otras manifestaciones suprahumanas, fueron la base en la que se sustentó la manera en que los antiguos pobladores crearon su interpretación del mundo (es decir su cosmovisión); misma que al fusionarse con la religión cristiana traída de ultramar por medio del proceso evangelizador dan como resultado el sincretismo religioso mediante el cual los habitantes de la campiña tlalpeña han redimensionado su cotidianeidad, creando una nueva cosmovisión que tiende a insertar a los pobladores de las zonas campesinas dentro de la dinámica social urbana al mismo tiempo que se manifiesta como un elemento particularizador de su esencia y su persona. 

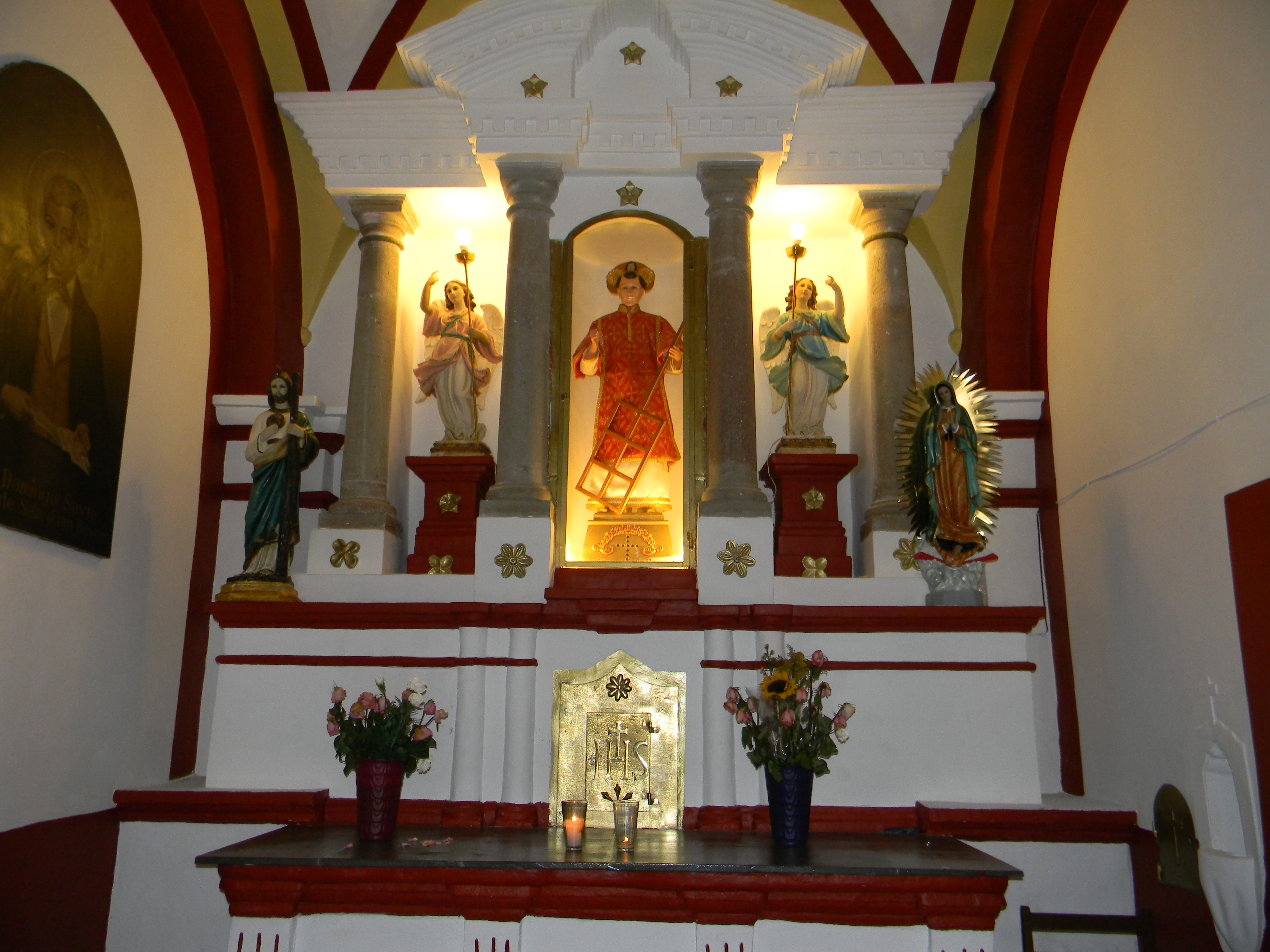
Altar de la Capilla de San Lorenzo

La práctica de ciertos rituales religiosos católicos que se relacionan con festividades que giran alrededor de las figuras patronales (santos y santas) o relacionadas directamente con la religión católica se convierte en un eje estructurante de una red social que tiene como base el sistema de cargos y las mayordomías. Según la página oficial de la autoridad delegacional existen alrededor de 35 celebraciones de este tipo, más una feria, entre pueblos y barrios de Tlalpan.
La figura del santo patrono (relacionada también con los dioses antiguos), junto con las festividades asociadas, es la base del sistema que organiza y da significado de pertenencia a los habitantes de las zonas de carácter rural ya que por medio de ella (la figura patronal) se obtiene respuesta a las preguntas ¿quién soy?, ¿a dónde voy?, ¿cuál es mi lugar en el mundo?, etc. Además de que las figuras sociales asociadas a estas celebraciones (el sistema de cargos) no solo llegan a poseer un cierto estatuto social diferenciado al resto de la comunidad, sino que insertan a los individuos y al colectivo dentro de los parámetros de lo moderno y lo tradicional: en las celebraciones tlalpenses los jóvenes y las mujeres pueden acceder al sistema de cargos, mientras que en algunas localidades como Santa Ana Tlacotenco, Milpa Alta, solo las mujeres participan en la danza de las Aztecas.
La religión y su puesta en práctica (la religiosidad) crean una cultura particular que identifica, distingue y unifica a determinados grupos sociales, en este caso a los tlalpeños, con relación a otros (los habitantes del centro del Distrito Federal principalmente), pero que también los une a otras tradiciones cercanas (los pueblos originarios de la misma ciudad y zonas conurbadas) y los inserta en la modernidad al mismo tiempo que les ayuda a conservar sus tradiciones.